# Wolke Hegenbarth
Wolke Hegenbarth est une actrice allemande née le 6 mai 1980 à Meerbusch. En France, elle est surtout connue pour son rôle dans Ma vie à moi.
En 2007 elle arrive 2e de la deuxième saison de Let's Dance, la version allemande de Dancing with the Stars. 

## Filmographie
- 2001-2007 : Ma vie à moi (Série)
- 2005 : L'Amour en vitrine (Téléfilm)
- 2008 : Le Prince d'à côté (Téléfilm)
- 2008 : Aller-retour pour l'amour (Liebesticket nach Hause) (téléfilm)
- 2009 : L'Amour tombé du toit (téléfilm)
- 2010 : Une mariée en cavale (Téléfilm)
- 2011 : Coup de foudre à Mumbai (Téléfilm)
- 2014 : Avalanche 2 Valérie Lutz

## Engagement
Elle est engagée dans l'association Mercy Ships et passe une semaine chaque année depuis 2013 sur le navire hôpital Africa Mercy.

## Récompenses
- 2004 Deutscher Comedypreis : Meilleure actrice dans une série comique